# Komsilga
Komsliga là một tổng thuộc  Kadiogo (tỉnh) ở miền trung Burkina Faso. Thủ phủ là thị xã Komsliga..

## Các thị xã và làng xã
Bangma, Bagtogdo, Bassemyam, Dawanegomde, Dayoubsi, Garghin, Goby, Googho, Goumsi, Kagtoudin, Kalzi, Kamsaontinga, Kienfangue, Kieryaoghin, Kogononghin, Lado, Nabitenga, Pamnonghin, Ponsomtinga, Rawilgue, Sabtoana, Saonre, Silmissin, Sindgin, Talfomenga, Tampouy, Tang-Sega, Tansega, Tiguindalgue, Tingandogo, Toeghin, Toeghin–Peulh, Vaagogho, Zamnongho và Zinguedesse.